# Aéroport international de Gandja
 (mai 2015).
Si vous disposez d'ouvrages ou d'articles de référence ou si vous connaissez des sites web de qualité traitant du thème abordé ici, merci de compléter l'article en donnant les références utiles à sa vérifiabilité et en les liant à la section « Notes et références ».
L'Aéroport international de Gandja, code IATA : GNJ • code OACI : UBBG, est un aéroport desservant Gandja, en Azerbaïdjan.

## Situation
| \| 20 km1:1 845 000 \| Lankaran Zaqatala Gandja Nakhitchevan‎ Qabala Bakou-Heydar-Aliyev |
| 20 km1:1 845 000                                                                        |

## Compagnies et destinations
| Compagnies          | Destinations                                                 |
| ------------------- | ------------------------------------------------------------ |
| Azerbaijan Airlines | Bakou-H. Aliyev, Moscou-Vnoukovo, Saint-Pétersbourg-Poulkovo |
| Buta Airways        | Moscou-Vnoukovo                                              |
| Turkish Airlines    | Istanbul                                                     |
| Ural Airlines       | Moscou-Domodédovo                                            |

## Statistiques
Pour des raisons techniques, il est temporairement impossible d'afficher le graphique qui aurait dû être présenté ici.

Voir la requête brute et les sources sur Wikidata.